# Транзит (фільм, 2008)
«Транзит» — кінофільм режисера Крістіан Де Ла Кортіна, що вийшов на екрани в 2008 році.

## Зміст
Сантьяго працює на мафію, яка під прикриттям великої транспортної компанії займається нелегальною перегонкою дорогих автомобілів. Сантьяго стає керівником відділу і налагоджує свій бізнес, але ненадовго. Дізнавшись про велику постачання наркотиків, поліція виходить на фірму Сантьяго…

## Ролі
| Актор                  | Роль |
| ---------------------- | ---- |
| Крістіан Де Ла Кортіна | -    |
| Люк Морріссет          | -    |
| Жюлі Ду Паж            | -    |
| Діано Клаве            | -    |
| Хосе Де Ла Кортіна     | -    |
| Сільвен Бьюшам         | -    |
| Еммануель Огер         | -    |
| Даніель Паннетон       | -    |
| Поль Діон              | -    |
| Адам Кош               | -    |

## Знімальна група
- Режисер — Крістіан Де Ла Кортіна
- Сценарист — Френк Бейліс, Херв Дебуа, Крістіан Де Ла Кортіна
- Продюсер — Крістіан Де Ла Кортіна, Френк Бейліс
- Композитор — Паскаль Шарбонно